# Liste de statues équestres de Slovaquie
Cet article recense les statues équestres en Slovaquie.

## Liste
| Œuvre                                                       | Auteur                            | Commune     | Localisation                     | Notes                                                                                           | Installation | Coordonnées                       | Illustration                                            |
| ----------------------------------------------------------- | --------------------------------- | ----------- | -------------------------------- | ----------------------------------------------------------------------------------------------- | ------------ | --------------------------------- | ------------------------------------------------------- |
| Fontaine de saint Georges                                   | Pietro Maino Maderno (de)         | Bratislava  | Palais primatial                 | Georges de Lydda                                                                                |              | 48° 08′ 37″ nord, 17° 06′ 35″ est | Fontaine de saint Georges, Bratislava                   |
| Saint Georges et le Dragon                                  | D'après Pietro Maino Maderno (de) | Bratislava  |                                  | Georges de Lydda. Réplique de la statue ornant la fontaine de saint Georges du palais primatial |              | à géolocaliser                    | Image manquante                                         |
| Statue équestre de Marie-Thérèse d'Autriche (Zimanová) (sk) | Martina Zimanová                  | Bratislava  |                                  | Marie-Thérèse d'Autriche. Copie réduite d'une statue érigée en 1897 et détruite en 1921         |              | 48° 08′ 23″ nord, 17° 06′ 38″ est | Statue équestre de Marie-Thérèse d'Autriche, Bratislava |
| Statue équestre de Marie-Thérèse d'Autriche                 | Miroslav Čermák                   | Bratislava  | Jardins du palais Grassalkovitch | Marie-Thérèse d'Autriche                                                                        | 1992         | 48° 09′ 03″ nord, 17° 06′ 27″ est | Statue équestre de Marie-Thérèse d'Autriche, Bratislava |
| Statue équestre de saint Martin (sk)                        | Georg Raphael Donner              | Bratislava  | Cathédrale Saint-Martin          | Martin de Tours                                                                                 | 1734         | 48° 08′ 31″ nord, 17° 06′ 17″ est | Statue équestre de saint Martin, Bratislava             |
| Statue équestre de Svatopluk Ier (sk)                       | Ján Kulich (sk)                   | Bratislava  | Château de Bratislava            | Svatopluk Ier                                                                                   | 2010         | 48° 08′ 30″ nord, 17° 06′ 00″ est | Statue équestre de Svatopluk Ier, Bratislava            |
| Statue équestre d'Étienne Ier de Hongrie                    | Lajos Győrfi (hu)                 | Komárno     |                                  | Étienne Ier de Hongrie                                                                          | 2009         | 47° 45′ 30″ nord, 18° 07′ 29″ est | Statue équestre d'Étienne Ier de Hongrie, Komárno       |
| Statue équestre de saint Martin                             |                                   | Krásna Lúka | Église Saint-Martin              | Martin de Tours                                                                                 |              | 49° 11′ 39″ nord, 20° 49′ 13″ est | Statue équestre de saint Martin, Krásna Lúka            |
| Statue équestre de Ján Nálepka                              | Ján Kulich (sk)                   | Stupava     |                                  | Ján Nálepka (en)                                                                                | 1973         | à géolocaliser                    | Statue équestre de Ján Nálepka, Stupava                 |
| Statue équestre de Jean III Sobieski                        | Lajos Győrfi (hu)                 | Štúrovo     |                                  | Jean III Sobieski                                                                               | 2008         | 47° 47′ 58″ nord, 18° 43′ 29″ est | Statue équestre de Jean III Sobieski, Štúrovo           |
| Statue équestre de Jozef Miloslav Hurban                    | Ladislav Berák (sk)               | Žilina      |                                  | Jozef Miloslav Hurban                                                                           |              | 49° 14′ 12″ nord, 18° 44′ 18″ est | Statue équestre de Jozef Miloslav Hurban, Žilina        |